# 富山県中央植物園
富山県中央植物園（とやまけんちゅうおうしょくぶつえん、Botanic Gardens of Toyama）は、富山県富山市に所在する植物園。運営は公益財団法人 花と緑の銀行が行っている。日本植物園協会、富山県博物館協会会員。
愛称は、ドリアス。

## 概要
1993年（平成5年）10月1日に屋外展示園を開園し、1996年（平成8年）4月26日には屋内展示室（展示温室・サンライトホールなど）を整備し全面開園した。その後2000年（平成12年）2月18日には、新たに中国雲南省の植物を展示する温室『雲南温室』を設置した。
総面積24.5万m2の園内には、5棟の展示温室と、日本と世界の植物を紹介・展示する屋外ゾーンなどがあり、全国有数の4,900種の植物を展示・紹介している。また、雲南省の植物は温室と屋外ゾーンと合わせ100種類以上を展示・紹介しており、日本一の規模を誇る。
英国オックスフォード大学植物園・樹木園と研究やコレクション関係で協力覚書を結んでおり、屋外ゾーンの一部を英国庭園風に改修する予定である。
園内では、解説を受けながら約20〜30分で巡る園内バス〔電気自動車〕（有料、3月下旬、4月1日〜11月上旬）を運行している。
当園では世界最古の英国植物雑誌『ボタニカル・マガジン』184巻を研究用として収蔵している（日本では当園以外では京都大学理学部と千葉県立博物館にしか無い）。

## 沿革
- 1983年（昭和58年）4月、「富山県民総合計画」において植物公園設置の検討[9]
- 1989年（平成元年） 「富山県植物公園整備委員会」設置[9]
- 1991年（平成3年）5月、造成工事起工式[9]
- 1993年（平成5年）10月1日 部分開園（屋外展示園）[2]。日本海側で初の総合植物園[8]。
- 1996年（平成8年）4月26日 全面開園[3]
- 2000年（平成12年）2月18日 雲南温室が完成[4]
- 2003年（平成15年）3月、ドリアスホール（多目的小ホール）完成[9]
- 2005年（平成17年）10月、花のプロムナードにステージ付き花壇「フローラルステージ」が完成[9]
- 2006年（平成18年）4月、指定管理者制度による管理委託開始。管理を「財団法人花と緑の銀行」に委託[9]
- 2008年（平成20年）4月、延べ入園者数100万人を達成[9]
- 2019年（平成31年）1月、延べ入園者数200万人を達成[10]

## 主な施設

### 室内施設
展示温室5棟の延床面積は、2,831m2。
- 熱帯雨林植物室
- ラン温室
- 高山絶滅危惧植物室
- 熱帯果樹室
- 雲南温室 - 中国雲南省の植物を温室と屋外ゾーンにて展示・紹介。
- サンライトホール - 室内施設中央に位置するホールで5棟の展示温室と結び、企画展やコンサートなどに利用される。
- ドリアスホール
- 第1・第2研修室
- 実習室
- 図書閲覧室
- 喫茶室「ココナッツアイランド」

### 屋外施設
- 日本の植物ゾーン
- 世界の植物ゾーン
- 雲南省の植物ゾーン - オオバイチジクなどの中国雲南省の植物を屋外ゾーンと雲南温室にて展示・紹介。
- くすりの植物ゾーン - 300年以上の歴史がある売薬（配置販売業）で知られる、「薬都とやま」ならではの薬用植物などを展示している。
- 花のプロムナード
- ステージ・フローラルステージ
- 圃場
- 無料駐車場 - 乗用車 332台[6]、大型バス 6台

## 開園時間および入園料

### 開園時間
- 2月〜10月 9時から17時（入園は16時30分まで）
- 11月〜1月 9時から16時30分（入園は16時まで）

休園日
- 毎週木曜日（4月第1・第2木曜日、木曜日が祝日の場合、GW中、お盆中は開園）
- 年末年始（12月28日〜1月4日）

### 入園料
- 3月〜11月 一般 630円、高校生以下・70歳以上 無料
- 12月〜2月（冬季） 一般 420円、高校生以下・70歳以上 無料
  - 夜間特別料金（ゲッカビシンなど）　　　大人300円
  - さくらまつり　　　　　　　　　　　　　大人300円
  - 購入日より１年間有効な年間パスポート　大人2,600円
  - 身体障がい者手帳・精神障がい者手帳・療育手帳の所持者とその介護者1名は無料です。
  - 教育活動に関係する方々の入園については入園料の免除（割引）制度があります。

## アクセス
- 富山駅（北陸新幹線、あいの風とやま鉄道、富山地方鉄道など）前よりファボーレ経由萩島循環線バス 中央植物園口下車 徒歩約15分。車で約25分。
- JR高山本線 速星駅下車 徒歩約30分
- 北陸自動車道 富山ICより車で約15分。